# Urushringa

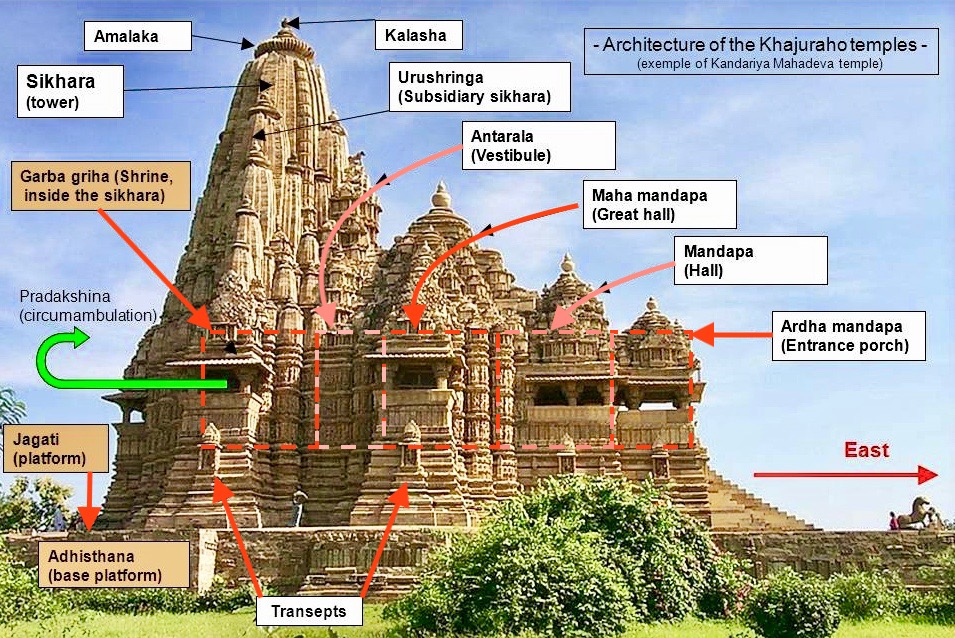
Architecture des temples de Khajuraho montrant les urushringas

Dans l'architecture des temples hindouistes, un urushringa est une tour annexe qui s'appuie contre la tour principale appelée shikhara ,. Il est moins haut et moins large que la tour principale. Les urushringas renforcent l'impression de hauteur que donne le temple. On les trouve dans les temples de l'Inde du Nord de l'architecture Nagara.
Le Temple de Kandariya Mahadeva à Khajuraho compte 84 urushringas autour du shikhara , .